# Elophila melanolepis
Elophila melanolepis là một loài bướm đêm trong họ Crambidae.